# 吉川綾乃
吉川 綾乃（よしかわ あやの、1987年7月21日 - ）は、日本の美容整体師、元グラビアアイドル。2002年デビュー。東京都出身。サムライムに所属していた。愛称は「あっちん」。現在は芸能界を引退し美容整体師として活動している。

## 所属ユニット・チーム
- ローレンガールズ （2004年）
ローレン（現：サムライム）に所属するアイドル7人で結成。他のメンバーは、中島舞、紺野美有、北島えり、友平かおり、武井リカ、瑞原杏奈。
- 南葛シューターズ
芸能人女子フットサルチーム。背番号は「2」（以前は「13」）。2007年からは松原渓に代わってキャプテンを務めている。 フィクソ（DF）として鉄壁の守備を誇ると共に、コート上どこからでも相手ゴールを狙えるミドル～ロングシュート（通称「あっちんボンバー」）で、チームの得点源ともなっている。2008年7月には姉の吉川春菜も入団した。また、チームメイトにプロレスラーとしても活躍する藤本つかさがおり、2010年3月14日のNEOにおいて藤本とのタッグでプロレスデビューした。
- anela（2008年 - ）
ハワイ語で天使という意味の名前のユニット。他のメンバーは、羽鳥とこ、立石ひより、とよた優佳、美波映里香、松島未果、嶽川奈美子、つみきなおこ、桜井海里、高橋雛乃。

## 出演

### バラエティ番組
- 温泉天使（KBS京都、2002年11月1日・8日） - キャトルフィッシュ綾乃 役
- ミラクルH （テレビ東京）
- ミラクル☆シェイプ （日本テレビ、2007年1月14日・21日）
マンゴスティン（当時）の宮島里奈と、自衛隊でのダイエット対決に挑戦
- 超絶!モンドリアンチョップ（MONDO21）
- グラビアの美少女（MONDO21）
- あらびき団（TBS、2009年5月29日）
特技の歯笛を披露。この収録前に、フットサルで左足靱帯を負傷し、松葉杖姿での出演となった。
- 夜遊び三姉妹（日本テレビ、2011年3月31日） - コーナー「ふるぼっこ堂」ゲスト
- KONANの部屋[リンク切れ]（あっ!とおどろく放送局、2011年5月16日）

### 舞台
- 101匹萌えタン
- I2
- D・N・A² 〜何処かで失くしたあいつのアイツ〜
- 終わらない修学旅行（2010年10月6日 - 11日）

### CM
- マリオvs.ドンキーコング（2004年）

## 作品

### イメージDVD
- BLUE WIND（2002年11月、アクアハウス）
- U-ANGEL 吉川綾乃 15歳（2003年1月、グループコーポレーション）
- APPETIZER（2003年9月、アクアハウス）
- MONDO GIRLS COLLECTION Vol.3 吉川綾乃（2003年11月、ジャパンイメージコミュニケーション）
- Contact（2005年10月、BNS）
- G-live（2006年3月、マーレ）
- a YAAAAA!（2006年8月、スパークビション）
- たわわチャン（2007年2月、フォーサイド・ドット・コム）
- 果肉たっぷり（2011年12月24日、竹書房）

### 写真集
- Lucky Seven （2004年6月4日、双葉社）「ローレンガールズ」名義作品
- plum　sweet
- possibility
- U-angel